# 鹼水麵

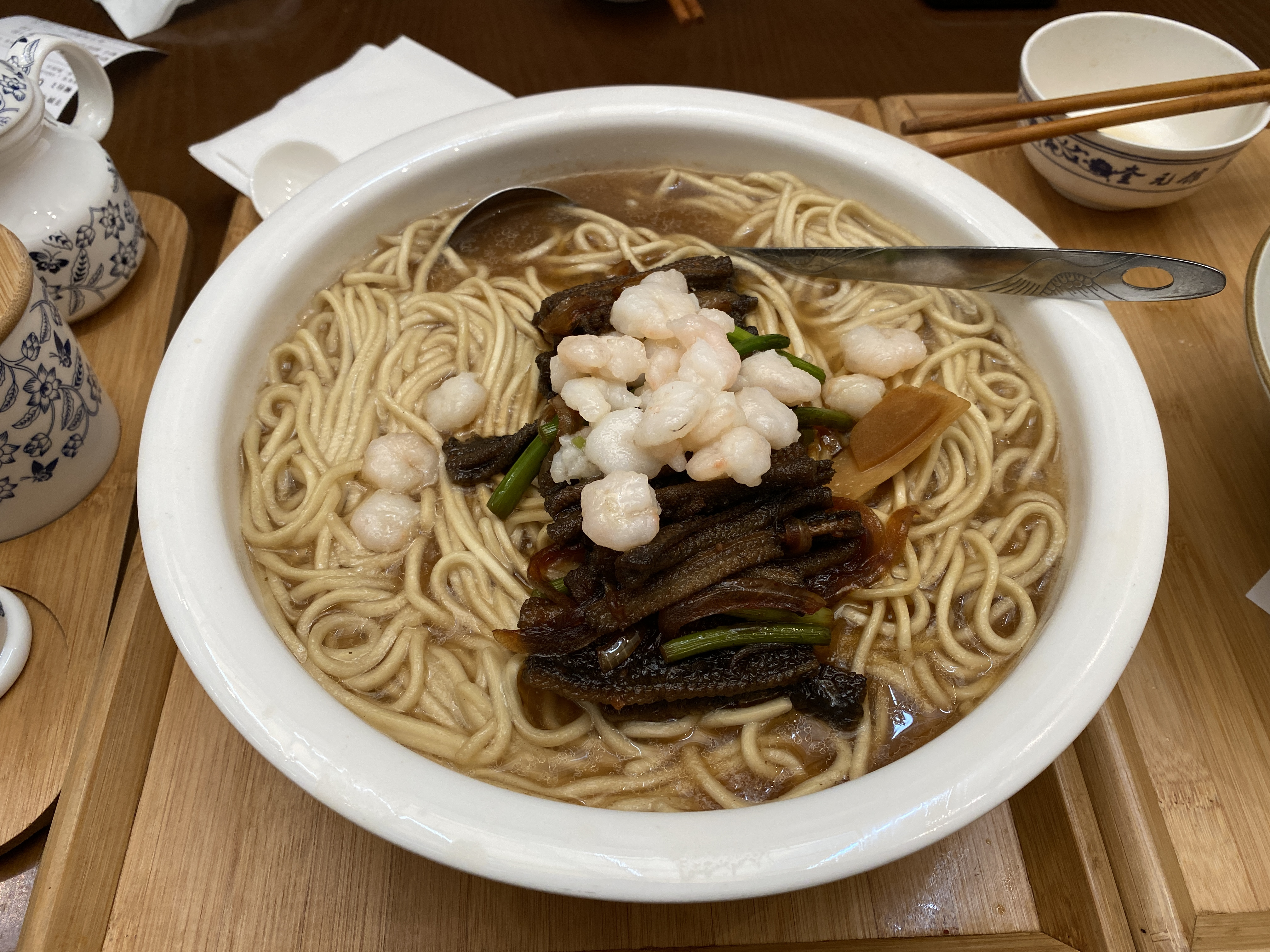
杭州“潮面”制作的虾爆鳝面

碱水麵是一种碱含量較高的麵條。中国拉麵和日本拉麵就屬於碱水麵。當麵條加入較多的碱後，會讓麵條口感順滑，而且麵條還會發黄，并且比普通的麵条更有弹性。麵粉中本身就存在黄酮类化合物，通常无色，但在碱性pH值下会变成黄色，所以碱水麵看上去會發黄。為了讓麵條中碱的含量上升，人們會在麵粉中放入碳酸钠，或者是放入20%碳酸钠和80%碳酸钾水溶液的混合物。